# Зосимов, Александр Евгеньевич
Александр Евгеньевич Зосимов (25 марта 1940, Москва, СССР — 25 февраля 2010, Москва, Россия) — советский футболист, защитник.

## Карьера
Воспитанник группы подготовки при команде «Спартак» Москва. За карьеру выступал в командах «Спартак» Москва, «Калев» Таллин, «Вымпел» Калининград, ЦСКА, СКА Львов, «Сатурн» Раменское, «Локомотив» Калуга, «Металлург» Липецк и «Фрезер» Москва.
За «Спартак» провёл один матч 16 мая 1959 года, выйдя на замену в домашней игре чемпионата СССР с московским «Локомотивом», матч завершился ничьей со счетом 1:1.
После завершении карьеры игрока входил в тренерский штаб московской команды «Медтехника».